# Хронология событий киновселенной Marvel
Хронология медиафраншизы «Кинематографическая вселенная Marvel» (КВМ) представлена в виде последовательности событий и действий, совершённых персонажами франшизы в течение фильмов, сериалов и специальных выпусков.
Первоначально хронологическая последовательность КВМ шла одновременно с выходами фильмов, однако из-за событий фильма «Мстители: Финал» (2019) и Скачка хронология в КВМ изменилась и уже не соответствует реальной хронологической последовательности. Как и оригинальная вселенная Marvel Comics, киновселенная была создана путём соединения в общую сюжетную линию нескольких фильмов и сериалов с общими актёрами, персонажами и событиями.
В статье представлена хронологическая последовательность событий КВМ, необходимые пояснения и попытки кодификации событий фильмов и сериалов КВМ.

## Описание и пояснения
Во время создания фильмов Первой фазы у студии Marvel не было подробного плана выстраивания своих проектов в одну временную линию, но некоторые проекты содержали отсылки друг на друга. По ранним заявлениям действие «Железного человека 2» разворачивается в 2011 году через полгода после событий «Железного человека» и примерно в то же время, что и события «Тора», согласно комментариям Ника Фьюри.  События фильма «Первый мститель» происходят во время Второй мировой войны в 1942—1945 годах. События нескольких короткометражных фильмов Marvel One-Shots происходят между или во время событий фильмов Первой фазы, например «Консультант» (после событий «Железного человека 2» и «Невероятного Халка»), «Забавный случай по дороге к молоту Тора» (до событий «Тора»), «Образец 47» (после «Мстителей») и «Агент Картер» (через год после событий «Первого мстителя»). После корректировки хролонологии в книге «The Marvel Cinematic Universe: An Official Timeline» события фильма «Железный человек» стали соответствовать году выхода — 2008, а события фильмов «Невероятный Халк», «Железный человек 2» и «Тор» официально датированы 2010 годом.
Создатели решили упростить хронологию событий во вселенной, поэтому действие фильмов Второй фазы разворачивается параллельно реальному времени после «Мстителей»: было заявлено, что события «Железного человека 3» происходят примерно через полгода, во время Рождества 2012 года; «Тор 2: Царство тьмы» — год спустя, а «Первый мститель: Другая война» — два года спустя. «Мстители: Эра Альтрона» и «Человек-муравей» завершили события Второй фазы в 2015 году, причем между этими фильмами во вселенной, как и в реальной жизни, прошло несколько месяцев. Позже, после корректировки хронологии, события фильма «Железный человек 3» были перенесены на 2013 года после события фильма «Тор 2: Царство тьмы». Действие короткометражного фильма «Да здравствует король» разворачивается в 2014 году после событий «Железного человека 3».
Режиссёры братья Руссо продолжили располагать события фильмов Третьей фазы параллельно реальным, поэтому действие ленты «Первый мститель: Противостояние» начинается через год после «Эры Альтрона», а картины «Мстители: Война бесконечности» — через два года. Продюсер Брэд Уиндербаум рассказал, что фильмы Третьей фазы на самом деле «будут разворачиваться буквально друг на друге», но при этом будут менее «взаимосвязаны», чем проекты Первой фазы. События фильмов «Чёрная пантера» и «Человек-паук: Возвращение домой» начинаются через неделю и несколько месяцев после «Противостояния», соответственно; лента «Тор: Рагнарёк» разворачивается через четыре года после «Царства тьмы» и через два года после «Эры Альтрона», примерно в то же время, что «Противостояние» и «Возвращение домой»; события «Доктора Стрэнджа» растянуты на целый год и заканчиваются «примерно там же, где и события упомянутых лент»; действие фильма «Человек-муравей и Оса» начинается через два года после «Противостояния» и незадолго до «Войны бесконечности»; события лент «Стражи Галактики» и «Стражи Галактики. Часть 2» разворачиваются друг за другом в 2014 году, что, по мнению Кевина Файги, создаст необходимый четырёхлетний разрыв между «Частью 2» и «Войной бесконечности». После выхода «Войны бесконечности» братья Руссо заявили, что будущие фильмы не обязательно будут разворачиваться в реальном времени, поскольку существует «много невероятно изобретательных способов развития сюжета»; например, основное действие фильма «Капитан Марвел» сосредоточены в 1995 году. События ленты «Мстители: Финал» начинаются вскоре после «Войны бесконечности» и заканчиваются в 2023 году после пятилетнего скачка во времени. «Финал» подтвердил датировки событий некоторых других фильмов: «Мстители» — в 2012 году, «Тор 2: Царство тьмы» — в 2013 году, «Стражи Галактики» — в 2014 году, «Доктор Стрэндж» — на протяжении 2017 года, а «Человек-муравей и Оса» — в 2018 году одновременно с «Войной бесконечности». Действие ленты «Человек-паук: Вдали от дома» начинается в 2024 году, через восемь месяцев после «Финала».
В Четвёртой фазе официальная часть КВМ обзавелась собственными сериалами, имеющими большую взаимосвязь с полнометражными фильмами, чем сериалы от Marvel Television. События фильма «Чёрная вдова» происходят между «Противостоянием» и «Войной бесконечности», главным образом между основной частью «Противостояния» и его финальной сценой. Многие проекты фазы начинаются после событий «Мстителей: Финал». Действие сериала «Ванда/Вижн» начинается через три недели после «Финала» и является предысторией фильма «Доктор Стрэндж: В мультивселенной безумия»; события «Мультивселенной безумия» также разворачиваются после «Финала» и связаны с первым сезоном сериала «Локи» и лентой «Человек-паук: Нет пути домой». Первый сезон «Локи» продолжает события альтернативной реальности 2012 года, показанные в «Финале», но большая часть сериала разворачивается вне времени и пространства, учитывая введение Управления временны́ми изменениями. Действие мультсериала «Что, если…?» начинается после финального эпизода первого сезона «Локи», в нём исследуются различные альтернативные ответвления недавно созданной мультивселенной, в которых основные моменты из фильмов КВМ происходят иначе. События сериала «Сокол и Зимний солдат» разворачиваются через полгода после «Финала». Действие «Вечных» происходит примерно в то же время, что и «Сокол и Зимний солдат» и «Человек-паук: Вдали от дома», через 6-8 месяцев после «Финала» в 2024 году. События ленты «Человек-паук: Нет пути домой» начинаются сразу после «Вдали от дома» и разворачиваются вплоть до конца 2024 года. Действие фильма «Шан-Чи и легенда десяти колец» также разворачивается после «Финала». События сериала «Соколиный глаз» происходят через год после «Финала», во время рождественского сезона 2024 года. Действие сериала «Лунный рыцарь» разворачивается после «Соколиного глаза» в начале 2025 года, а «Мультивселенной безумия» — через пару месяцев после «Нет пути домой». События сериала «Мисс Марвел» происходят после «Лунного рыцаря», через один–два года после «Финала». Действие фильма «Тор: Любовь и гром» также разворачивается после «Финала». Первый эпизод короткометражного мультсериала «Я есть Грут» разворачивается между фильмами «Стражи Галактики» и «Стражи Галактики. Часть 2»; остальные эпизоды происходят непосредственно после второго фильма. События сериала «Женщина-Халк: Адвокат» разворачиваются после фильма «Шан-Чи и легенда десяти колец». События фильма «Чёрная пантера: Ваканда навеки» происходят после фильмов «Вечные» и «Человек-паук: Нет пути домой» между сериалами «Лунный рыцарь» и «Женщина-Халк: Адвокат». Действие праздничного спецвыпуска «Стражи Галактики» следует за фильмом «Тор: Любовь и гром» и разворачиваются в конце 2025 года.
События фильма «Человек-муравей и Оса: Квантомания» происходят через небольшое время после событий сериала «Мисс Марвел» и фильма «Чёрная пантера: Ваканда навеки». Действие фильма «Стражи Галактики. Часть 3» происходит после праздничного спецвыпуска в начале 2026 года. Действия сериала «Секретное вторжение» происходят через тридцать лет после фильма «Капитан Марвел», а также через некоторое время после фильмов «Человек-паук: Вдали от дома» и «Чёрная пантера: Ваканда навеки». Второй сезон «Локи» продолжает сюжетную линию первого и происходит в УВИ с путешествиями в прошлое, настоящее, будущее и в альтернативные реальности. События фильма «Капитан Марвел 2» происходят после сериалов «Ванда/Вижн», «Мисс Марвел» и «Секретное вторжение». Действия сериала «Эхо» разворачиваются через пять месяцев после сериала «Соколиный глаз» ― в мае 2025 года. События фильма «Дэдпул и Росомаха» происходят преимущественно на Земле-10005 и в Пустоте после событий второго сезона «Локи». События сериала «Это всё Агата» происходят через три года после событий сериала «Ванда/Вижн». Действия мультсериала «Ваш дружелюбный сосед Человек-паук» разворачиваются в параллельной вселенной в альтернативном 2016 году. События фильма «Капитан Америка: Новый мир» разворачиваются через некоторое время после событий сериала «Сокол и Зимний солдат» и фильма «Вечные» в 2027 году. События сериала «Сорвиголова: Рождённый заново» происходят после сериала «Эхо» и начинаются в конце 2025 года, а основные действия разворачиваются через год в конце 2026 и начале 2027 годов. Действия сериала «Железное сердце» разворачиваются через полгода после событий фильма «Чёрная пантера: Ваканда навеки» и происходят осенью 2025 года.
Действия фильма «Фантастическая четвёрка: Первые шаги» происходят в 1960-х годах в альтернативной реальности Земли-828. События мультсериала «Очи Ваканды» охватывают широкий временной промежуток: первый эпизод происходит в 1260 году до нашей эра, второй около 1200 года до нашей эры, третий в 1400 году, четвёртый в 1896 году, что делает мультсериал самым ранним проектом КВМ по хронологии его основных событий.

## Хронология Кинематографической вселенной Marvel
Хронологическая последовательность проектов Marvel Studios, включающая в себя полнометражные и короткометражные фильмы, теле- и веб-сериалы, а также комиксы в рамках Кинематографической вселенной Marvel, расставленные последовательно по мере развития общего сюжета:

### Официальная хронология
| Год(-ы)                  | Проект(-ы) |
| ------------------------ | --- |
| 1260 до Н.Э. — 1896 Н.Э. | «Очи Ваканды» |
| 1942—1945                | «Первый мститель» |
| 1946                     | «Агент Картер» |
| 1995                     | «Капитан Марвел» |
| 2008                     | «Железный человек» |
| 2010                     | «Железный человек 2», «Невероятный Халк», «Забавный случай по дороге к молоту Тора», «Тор», «Консультант»                                                                                                 |
| 2012                     | «Мстители», «Образец 47» |
| 2013                     | «Тор 2: Царство тьмы», «Железный человек 3» |
| 2014                     | «Да здравствует король», «Первый мститель: Другая война», «Стражи Галактики», «Стражи Галактики. Часть 2», «Я есть Грут»                                                                                  |
| 2015                     | «Сорвиголова» (1 сезон), «Джессика Джонс» (1 сезон), «Мстители: Эра Альтрона», «Человек-муравей», «Сорвиголова» (2 сезон), «Люк Кейдж» (1 сезон), «Железный кулак» (1 сезон), «Защитники»                 |
| 2016                     | «Первый мститель: Противостояние», «Чёрная вдова», «Чёрная пантера», «Человек-паук: Возвращение домой», «Каратель» (1 сезон)                                                                              |
| 2016—2017                | «Доктор Стрэндж» |
| 2017                     | «Джессика Джонс» (2 сезон), «Люк Кейдж» (2 сезон), «Железный кулак» (2 сезон), «Сорвиголова» (3 сезон), «Тор: Рагнарёк»                                                                                   |
| 2018                     | «Каратель» (2 сезон), «Джессика Джонс» (3 сезон), «Человек-муравей и Оса», «Мстители: Война бесконечности»                                                                                                |
| 2023                     | «Мстители: Финал», «Ванда/Вижн» |
| 2024                     | «Шан-Чи и легенда десяти колец», «Сокол и Зимний солдат», «Человек-паук: Вдали от дома», «Вечные», «Человек-паук: Нет пути домой», «Доктор Стрэндж: В мультивселенной безумия», «Соколиный глаз»          |
| 2025                     | «Лунный рыцарь», «Чёрная пантера: Ваканда навеки», «Эхо», «Женщина-Халк: Адвокат», «Мисс Марвел», «Тор: Любовь и гром», «Железное сердце», «Ночной оборотень», «Стражи Галактики: Праздничный спецвыпуск» |
| 2026                     | «Человек-муравей и Оса: Квантомания», «Стражи Галактики. Часть 3», «Секретное вторжение», «Капитан Марвел 2», «Это всё Агата»                                                                             |
| 2026—2027                | «Сорвиголова: Рождённый заново» (1 сезон) |
| 2027                     | «Капитан Америка: Новый мир», «Громовержцы*» |

### Основная временная линия Земли-616

#### Ранее XX века
1. «Стражи Галактики» (2014) и «Мстители: Война бесконечности» (2018) — Большой взрыв и происхождение Камней Бесконечности (рассказы Коллекционера и Вонга)
2. «Вечные» (2021) — помещение в Землю семени Тиамута (проекция Судьи Аришема)
3. «Чёрная пантера» (2018) — начало фильма (падение вибраниумного метеорита на территорию Африки — миллион лет назад)
4. «Вечные» (2021) — начало фильма (прибытие Вечных на Землю — 5000 лет до нашей эры)
5. «Тор 2: Царство тьмы» (2013) — начало фильма (восстание Малекита — 2988 лет до нашей эры)
6. Мультсериал «Очи Ваканды» — 1 эпизод (1260 г. до нашей эры)
7. Мультсериал «Очи Ваканды» — 2 эпизод (1200 г. до нашей эры)
8. «Тор: Рагнарёк» (2017) — завоевание Хелой и Одином девяти миров (рассказ Хелы по изображениям во дворце Одина)
9. «Вечные» (2021) — сцены в Вавилоне (575 г. до нашей эры)
10. «Тор: Рагнарёк» (2017) — сцена сражения валькирий против Хелы в начале нашей эры (воспоминание Валькирии)
11. «Вечные» (2021) — свадьба Икариса и Серси в государстве Гуптов (400 г.)
12. «Тор: Любовь и гром» (2022) — сцена с младенцем Тором
13. «Тор» (2011) — сражение асгардцев против ледяных великанов в Тёрнсберге и сцена последующего усыновления Одином Локи (965 г.)
14. «Тор: Любовь и гром» (2022) — сцена из детства Тора
15. «Тор» (2011) — сцена с Одином и юными Тором и Локи
16. «Тор: Любовь и гром» (2022) — сцены из молодости Тора
17. Сериал «Эхо» (2024) — начало 1 эпизода (сцены с племенем чокто в Северной Америке)
18. «Шан-Чи и легенда десяти колец» (2021) — начало фильма (первая сцена применения Венву десяти колец — около 1000 г.)
19. Сериал «Эхо» (2024) — начало 2 эпизода (игра индейских племён за территорию в Алабаме в 1200 г.)
20. Мультсериал «Очи Ваканды» — 3 эпизод (1400 г.)
21. «Вечные» (2021) — сцены в Теночтитлане (1521 г.)
22. «Чёрная пантера: Ваканда навеки» (2022) — сцены в Центральной Америке и Талокане (1571 г. и позднее)
23. Сериал «Ванда/Вижн» (2021) — начало 8 эпизода (неудавшаяся попытка казни Агаты Харкнесс другими ведьмами в Салеме в 1693 г.)
24. Сериал «Это всё Агата» (2024) — начало 9 эпизода (рождение Николаса Скрэтча в 1750 г.)
25. Сериал «Это всё Агата» (2024) — середина 9 эпизода (смерть Николаса Скрэтча в 1756 г.)
26. Сериал «Эхо» (2024) — начало 3 эпизода (история Тукло в конце XIX века)
27. Мультсериал «Очи Ваканды» — основная часть 4 эпизода (1896 г.)

#### XX век
1. «Первый мститель» (2011) — сцены воспоминаний доктора Эрскина о введении сыворотки суперсолдата Иоганну Шмидту
2. «Первый мститель: Другая война» (2014) — воспоминание с молодыми Стивом Роджерсом и Баки Барнсом в 1942 г.
3. «Первый мститель» (2011) — основная часть фильма в 1942–1945 гг.; параллельно:
  - Комикс «Captain America: First Vengeance» № 1-4 (2011)
  - Комикс «Marvel’s Captain America: The First Avenger» № 1-2 (2013)
  - Сериал «Мисс Марвел» (2022) — начало 3 эпизода (сцена с Кландестинами в Британской Индии в 1942 г.)
  - Сериал «Мисс Марвел» (2022) — начало 5 эпизода (знакомство Аиши и Хасана в Британской Индии в 1942 г.)
4. «Вечные» (2021) — сцена с Фастосом и Аяк в Хиросиме после атомной бомбардировки 6 августа 1945 г.
5. Короткометражный фильм «Агент Картер» (2013)
6. «Первый мститель: Другая война» (2014) — воспоминание Баки Барнса о его превращении в Зимнего солдата во второй половине 1940-х гг.
7. Сериал «Мисс Марвел» (2022) — первая половина 5 эпизода (отъезд Хасана и Саны в Пакистан и убийство Наджмой Аиши в 1947 г.)
8. Сериал «Сокол и Зимний солдат» (2021) — столкновение Зимнего солдата с Исайей Брэдли в Корее в 1951 г. (рассказ Исайи Брэдли)
9. «Первый мститель: Другая война» (2014) — интервью Пегги Картер 1953 г.
10. «Капитан Марвел» (2019) — сцены с шестилетней Кэрол Дэнверс в середине 1960-х гг.
11. «Мстители: Финал» (2019) — работа Говарда Старка, Арнима Золы и Хэнка Пима в лагере «Лихай» в Нью-Джерси в 1970 г.[N 4]
12. Сериал «Локи» (2021—2023) — 1 сезон, 1 эпизод (сцена захвата Локи самолёта 24 ноября 1971 г. — проекция в УВИ)
13. «Капитан Марвел» (2019) — сцены с тринадцатилетней Кэрол Дэнверс в начале 1970-х гг.
14. «Громовержцы*» (2025) — воспоминания из детства Валлентины Аллегры де Фонтейн об убийстве её отца в начале 1970-х гг.
15. «Железный человек 2» (2010) — записи с Говардом Старком 1973 г.
16. Сериал «Эхо» (2024) — 4 эпизод (сцены беременности Чулы и рождения Талоа)
17. «Стражи Галактики. Часть 2» (2017) — начало фильма (сцена с Эго и Мередит Квилл в 1980 г.)
18. «Громовержцы*» (2025) — записи парада на Красной площади 7 ноября 1982 г. с Алексеем Шостаковым и Леонидом Брежневым
19. Комикс «Marvel’s Ant-Man Prelude» № 1-2 (2015)
20. «Человек-муравей» (2015) и «Человек-муравей и Оса» (2018) — флешбэки с заданием Хэнка Пима и Джанет ван Дайн в 1987 г.
21. «Стражи Галактики» (2014) — начало фильма (сцена с похищением Питера Квилла в 1988 г.)
22. «Капитан Марвел 2» (2023) — флешбэк с Кэрол Дэнверс и Моникой Рамбо в конце 1980-х гг. (воспоминания Кэрол и Моники)
23. «Человек-муравей и Оса» (2018) — сцены катастрофы в лаборатории Элайаса Старра и последующего знакомства Эйвы Старр с Биллом Фостером в конце 1980-х гг.
24. «Человек-муравей» (2015) — начало фильма (эпизод встречи Хэнка Пима с руководством «Щ.И.Т.а» в 1989 г.)
25. «Капитан Марвел» (2019) — эпизод нападения крии на Мар-Велл и Кэрол Дэнверс в 1989 г.
26. «Стражи Галактики: Праздничный спецвыпуск» (2022) — анимационные вставки (конец 1980-х — начало 1990-х гг.)
27. «Первый мститель: Противостояние» (2016) — сцены убийства Говарда и Марии Старк Зимним солдатом в 1991 г. и эпизоды последующих экспериментов «Гидры» по созданию суперсолдат
28. «Чёрная пантера» (2018) — сцены с королём Т’Чакой, молодым Зури и Н’Джобу в 1992 г.
29. «Чёрная вдова» (2021) — начало фильма (эпизоды в Огайо и на Кубе летом 1995 г. и последующие тренировки в Красной комнате)
30. «Капитан Марвел» (2019) — основная часть фильма и вторая сцена после титров в 1995 г.
31. Сериал «Сорвиголова: Рождённый заново» (2025 — настоящее время) — 1 сезон, конец 9 эпизода (сцена из детства Мэтта Мёрдока в середине 1990-х гг.)
32. Сериал «Лунный рыцарь» (2022) — 5 эпизод (сцена гибели Рэндалла Спектора в 1996 г.)
33. «Шан-Чи и легенда десяти колец» (2021) — поиски Венву деревни Та Ло и его знакомство с Инь Ли в 1996 г.
34. «Капитан Марвел 2» (2023) — уничтожение Кэрол Дэнверс Высшего Разума в 1996 г.[N 5]
35. Сериал «Секретное вторжение» (2023) — начало 2 эпизода (знакомство Ника Фьюри и Гравика в 1997 г.)
36. Сериал «Секретное вторжение» (2023) — начало 3 эпизода (сцена с Варрой и Ником Фьюри в Нью-Йорке в 1998 г.)
37. «Мстители: Война бесконечности» (2018) — сцена уничтожения половины населения Захаберии, родной планеты Гаморы в конце 1990-х гг.
38. Сериал «Ванда/Вижн» (2021) — 8 эпизод (сцена в доме семьи Максимофф во время бомбардировки Заковии 31 марта 1999 г., воспоминание Ванды)
39. Сериал «Лунный рыцарь» (2022) — 5 эпизод (сцены с двенадцатилетним Марком Спектором в 1999 г.)
40. «Железный человек 3» (2013) — начало фильма (эпизод в Берне в 1999/2000 г.)

#### XXI век
1. «Тор: Любовь и гром» (2022) — воспоминания Джейн Фостер о болезни и смерти её матери — Элейн Фостер (начало 2000-х гг.)
2. «Шан-Чи и легенда десяти колец» (2021) — сцены семейной жизни Венву и Инь Ли в начале 2000-х гг.
3. Комиксы «Doctor Strange Prelude» № 1-2 и «Doctor Strange Prelude — The Zealot» № 1 (2016)
4. Сериал «Лунный рыцарь» (2022) — 5 эпизод (воспоминание Марка Спектора об уходе из дома в середине 2000-х гг.)
5. «Громовержцы*» — воспоминания из детства Роберта Рейнольдса в середине 2000-х гг.
6. «Громовержцы*» — воспоминания Елены Беловой о её обучении и испытании в Красной Комнате в середине 2000-х гг.
7. «Невероятный Халк» (2008) — вступительные титры (происхождение Халка в 2005 г.[N 6])
8. Сериал «Железное сердце» (2025) — сцены из детства Рири Уильямс в середине 2000-х гг.
9. Сериал «Эхо» (2024) — начало и конец 5 эпизода (исцеление Талоа Лопес дятла, подбитого её дочерью Майей перед 2007 г.)
10. «Шан-Чи и легенда десяти колец» (2021) — убийство Инь Ли и месть Венву её убийцам в 2007 г.
11. Сериал «Эхо» (2024) — 1 эпизод (автомобильная катастрофа с участием Майи и Талоа Лопес и последующий переезд Майи и Уильяма Лопесов в Нью-Йорк в 2007 г.)
12. Сериал «Соколиный глаз» (2021) — начало 3 эпизода (сцены из детства Майи Лопес в 2007 г.)
13. «Чёрная вдова» (2021) — попытка устранения генерала Дрейкова в Будапеште в во второй половине 2000-х гг.
14. «Железный человек» (2008) — события в 2008 году; параллельно:
  - Комикс «Iron Man: I Am Iron Man!» № 1-2 (2010)
  - Комикс «Iron Man 2: Public Identity» № 1-3 (2010)
  - «Железный человек 2» (2010) — сцена смерти Антона Ванко
15. Сериал «Эхо» (2024) — начало 4 эпизода (сцена избиения продавца мороженного Уилсоном Фиском в 2008 г.)
16. Комикс «Iron Man 2: Agents of S.H.I.E.L.D.» № 1 (2010)
17. Комикс «The Avengers Prelude: Fury’s Big Week» № 1-4 (2012)
18. Комикс «Marvel’s Black Panther Prelude» № 1-2 (2017)
19. «Железный человек 2» (2010) — основные события фильма в 2010 году; параллельно:
  - Комикс «Marvel’s Iron Man 2» № 1-2 (2012)
  - Комикс «Marvel’s Black Widow Prelude» № 1 (2020) — конец
20. «Невероятный Халк» (2008) — основные события фильма в 2010 году; параллельно:
  - Комикс «Marvel’s Thor: Ragnarok Prelude» № 1-2 (2017)
  - «Железный человек 2» (2010) — концовка фильма (разговор Старка и Фьюри)
  - «Капитан Америка: Новый мир» (2025) — запись конференции с Таддеусом Россом
21. «Тор» (2011) — основные события фильма в 2010 году; параллельно:
  - Комикс «Marvel’s Thor» № 1-2 (2013)
  - Короткометражный фильм «Забавный случай на пути к молоту Тора» (2011)
  - «Железный человек 2» (2010) — сцена после титров
22. Короткометражный фильм «Консультант» (2011)
23. Комикс «Thor: The Dark World Prelude» № 1 (2013)
24. «Стражи Галактики. Часть 3» (2023) — сцены из прошлого Ракеты (за несколько лет до 2014 г.)
25. «Человек-муравей и Оса: Квантомания» (2023) — флешбэки с Джанет ван Дайн и Кангом (до 2015 г.)
26. «Первый мститель» (2011) — начало и концовка фильма в 2011 г.
27. Комикс «Ant-Man — Scott Lang: Small Time» № 1 (2015)
28. Комикс «The Avengers Prelude: Black Widow Strikes» № 1-3 (2010)
29. Комикс «The Avengers Prelude: Fury’s Big Week» № 4 (2012) — эпилог
30. «Мстители» (2012) — события в 2012 г.; параллельно:
  - Комикс «Iron Man 3 Prelude» № 1-2 (2013)
  - Комикс «Thor: The Dark World Prelude» № 2 (2013)
  - Комикс «Marvel’s The Avengers» № 1-2 (2014—2015)
  - Комикс «Avengers: Age of Ultron Prelude — This Scepter’d Isle» № 1 (2015) — начало
  - Сериал «Соколиный глаз» (2021) — начало 1 эпизода (разрушение квартиры семьи Бишоп и похороны Дерека Бишопа)
  - «Человек-паук: Возвращение домой» (2017) — начало фильма (конфликт Эдриана Тумса с Контролем последствий и работа команды Тумса с присвоенными технологиями Читаури)
  - Короткометражный фильм «Образец 47» (2012)
  - Комикс «Thor: The Dark World Prelude» (2013) — эпилог
  - Комикс «Marvel’s Spider-Man: Far From Home Prelude» № 1 — начало
31. «Тор 2: Царство тьмы» (2013) — (сцена с Одином и пленённым Локи)
32. Сериал «Секретное вторжение» (2023) — начало 4 эпизода (сцена с Варрой и Ником Фьюри в Париже в 2012 г.)
33. Веб-сериал «WHIH Newsfront» (2015—2016) — 1 сезон, 3 эпизод (видеозаписи кражи, совершённой Скоттом Лэнгом в Vista Corp в 2012 г.)
34. «Тор 2: Царство тьмы» (2013) — основные события фильма осенью 2013 г.; параллельно:
  - Комикс «Marvel’s Thor: Ragnarok Prelude» № 3-4
35. «Железный человек 3» (2013) — события в конце 2013 — начале 2014 гг.; параллельно:
  - Комикс «Marvel’s Captain America: Civil War Prelude» № 1-2 (2015—2016)
36. Короткометражный фильм «Да здравствует король» (2014)
37. Комикс «Guardians of the Galaxy Infinite Comic — Dangerous Prey» № 1 (2014)
38. Комикс «Captain America: The Winter Soldier Infinite Comic» № 1 (2014)
39. Комикс «Avengers: Age of Ultron Prelude — This Scepter’d Isle» № 1 (2015) — основная часть
40. «Первый мститель: Другая война» (2014) — основная часть фильма весной 2014 г.; параллельно:
  - Комикс «Marvel’s Captain America: Civil War Prelude» № 3-4 (2015—2016)
  - Комикс «Avengers: Age of Ultron Prelude — This Scepter’d Isle» № 1 (2015) — эпилог
  - Комикс «Marvel’s Black Widow Prelude» № 1 (2020) — начало
41. Сериал «Ванда/Вижн» (2021) — 8 эпизод (сцена эксперимента над Вандой с Камнем Разума, воспоминание Ванды)
42. «Первый мститель: Другая война» (2014) — первая сцена после титров
43. «Мстители: Война бесконечности» (2018) — разговор Гаморы и Небулы о местонахождении Камня Души (запись из памяти Небулы)
44. «Стражи Галактики» (2014) — основная часть фильма весной—летом 2014 г.; параллельно:
  - Комикс «Marvel’s Guardians of the Galaxy Vol. 2 Prelude» № 1-2 (2017)
45. Мультсериал «Я есть Грут» (2022—2023) — 1 эпизод
46. «Стражи Галактики. Часть 2» (2017) — основная часть фильма осенью 2014 г., первые три и пятая сцены после титров
47. Мультсериал «Я есть Грут» (2022—2023) — 2—10 эпизоды
48. «Шан-Чи и легенда десяти колец» (2021) — вылет Шан-Чи в США в 2014 г.
49. Телесериал «Сорвиголова» (2015—2018) — 1 сезон
50. Комикс «Marvel’s Jessica Jones» № 1 (2015)
51. Телесериал «Джессика Джонс» (2015—2019) — 1 сезон
52. «Тор: Любовь и гром» (2022) — встречи Тора и Джейн Фостер весной 2015 г.
53. «Мстители: Эра Альтрона» (2015) — события поздней весной 2015 г.; параллельно:
  - Комикс «Marvel’s Captain Marvel Prelude» № 1 (2018) — начало комикса
54. Сериал «Ванда/Вижн» (2021) — 8 эпизод (сцена с Вандой и Вижном на базе Мстителей, воспоминание Ванды)
55. Веб-сериал «WHIH Newsfront» (2015—2016) — 1 сезон
56. «Человек-муравей» (2015) — основная часть фильма летом 2015 г.; параллельно:
  - Комикс «Marvel’s Ant-Man and the Wasp Prelude» № 1-2 (2018)
57. «Человек-муравей и Оса: Квантомания» (2023) — попадание Даррена Кросса в квантовое измерение и его превращение в МОДОКа
58. Телесериал «Сорвиголова» (2015—2018) — 2 сезон
59. Телесериал «Люк Кейдж» (2016—2018) — 1 сезон
60. Телесериал «Железный кулак» (2017—2018) — 1 сезон
61. Телесериал «Защитники» (2017)
62. Телесериал «Сорвиголова» (2015—2018) — 3 сезон, начало 1 эпизода
63. «Первый мститель: Противостояние» (2016) — видеозаписи с Питером Паркером в конце 2015 г. — начале 2016 гг.[N 7]
64. «Доктор Стрэндж» (2016) — начало фильма в начале 2016 г. (похищение Кецилием страницы из Книги Калиостро; авария и восстановление Стивена Стрэнджа)
65. Веб-сериал «WHIH Newsfront» (2015—2016) — 2 сезон, 1—4 эпизоды
66. «Первый мститель: Противостояние» (2016) — основная часть фильма и сцены после титров весной 2016 г.; параллельно:
  - Веб-сериал «WHIH Newsfront» (2015—2016) — 2 сезон, 5 эпизод
  - «Человек-паук: Вдали от дома» (2019) — кадры с Квентином Беком во время демонстрации Старком программы МОРГ
  - Комикс «Spider-Man: Homecoming Prelude» № 1-2 (2017)
  - «Человек-паук: Возвращение домой» (2017) — «Фильм Питера Паркера»
  - Комикс «Marvel’s Avengers: Infinity War Prelude» № 1 (2018)
  - Комикс «Marvel’s Captain Marvel Prelude» № 1 (2018) — основная часть
  - Комикс «Marvel’s Black Widow Prelude» № 1-2 (2020) — основная часть
67. «Чёрная вдова» (2021) — основная часть фильма весной—летом 2016 г.
68. «Первый мститель: Противостояние» (2016) — сцены получения Старком письма от Роджерса и проникновения Роджерса в тюрьму Рафт
69. «Чёрная пантера» (2018) — основная часть фильма и первая сцена после титров летом 2016 г.; параллельно:
  - Мультсериал «Очи Ваканды» — конец 4 эпизода (сцена с Киллмонгером в Британском музее)
70. «Человек-паук: Возвращение домой» (2017) — основная часть фильма и первая сцена после титров; параллельно:
  - Комикс «Marvel’s Spider-Man: Far From Home Prelude» № 1 — основная часть, № 2 (2019)
71. Телесериал «Каратель» (2017—2019) — 1 сезон
72. «Тор: Любовь и гром» (2022) — расставание Тора и Джейн Фостер осенью 2016 г.
73. «Доктор Стрэндж» (2016) — основная часть фильма и вторая сцена после титров в конце 2016 — начале 2017 гг.
74. Телесериал «Джессика Джонс» (2015—2019) — 2 сезон
75. Телесериал «Люк Кейдж» (2016—2018) — 2 сезон
76. Телесериал «Железный кулак» (2017—2018) — 2 сезон
77. Телесериал «Сорвиголова» (2015—2018) — 3 сезон, основная часть 1 эпизода, 2—13 эпизоды
78. «Тор: Рагнарёк» (2017) — основная часть фильма и вторая сцена после титров осенью 2017 г.; параллельно:
  - Комикс «Marvel’s Avengers: Infinity War Prelude» № 2 (2018)
79. Телесериал «Каратель» (2017—2019) — 2 сезон
80. Телесериал «Джессика Джонс» (2015—2019) — 3 сезон
81. «Стражи Галактики. Часть 2» (2017) — четвёртая сцена после титров (диалог Квилла и выросшего Грута)
82. «Дэдпул и Росомаха» (2024) — сцена собеседования Уэйда Уилсона у Хэппи Хогана 14 марта 2018 г.
83. Сериал «Сокол и Зимний солдат» (2021) — начало 4 эпизода (сцена с Айо и Баки Барнсом в Ваканде в 2018 г.)
84. «Чёрная пантера» (2018) — вторая сцена после титров
85. «Мстители: Эра Альтрона» (2015) — сцена после титров
86. «Человек-муравей и Оса» (2018) — основная часть фильма весной 2018 г.
87. «Мстители: Война бесконечности» (2018) — нападение Таноса на Ксандар и получение им Камня Силы (рассказ Тора)
88. «Тор: Рагнарёк» (2017) — первая сцена после титров
89. «Мстители: Война бесконечности» (2018) — события весной 2018 г.; параллельно:
  - Комикс «Marvel’s Avengers: Endgame Prelude» № 1-3 (2018—2019)
  - «Человек-муравей и Оса» (2018) — сцены после титров
  - «Мстители: Финал» (2019) — начальная сцена фильма (исчезновение семьи Клинта Бартона)
  - «Человек-паук: Вдали от дома» (2019) — видеозапись исчезновения людей в спортивном зале
  - Сериал «Соколиный глаз» (2021) — начало 5 эпизода (сцена исчезновения Елены Беловой)
  - «Человек-паук: Нет пути домой» (расширенная версия, 2022) — сцена исчезновения Бетти Брант и Джейсона Ионелло
  - Комикс «Marvel’s Captain Marvel Prelude» № 1 (2018) — эпилог
90. «Капитан Марвел» (2019) — первая сцена после титров
91. «Мстители: Финал» (2019) — пролог фильма в 2018 г. (прибытие на Землю Старка и Небулы; схватка с Таносом на планете 0259-S)
92. «Мстители: Финал» (2019) — превращение Брюса Бэннера в Умного Халка в конце 2019 года (рассказ Брюса Бэннера)
93. «Капитан Марвел 2» (2023) — сцена с Кэрол Дэнверс и Марией Рамбо между 2018 и 2020 гг. (воспоминания Кэрол)
94. Сериал «Железное сердце» (2025) — начало 1 эпизода (запись с Рири Уильямс и Натали Вашингтон, перед 2020 г.)
95. Сериал «Соколиный глаз» (2021) — 3 эпизод (убийство Ронином Уильяма Лопеса и членов его банды, между 2018 и 2021 гг.)
96. Сериал «Эхо» (2024) — 1 эпизод (задержание Майи Лопес за попытку угона мотоцикла и начало её работы на Уилсона Фиска, между 2018 и 2021 гг.)
97. Сериал «Железное сердце» (2025) — 1 и 3 эпизоды (сцены воспоминаний Рири Уильямс о гибели Гэри Уильямса и Натали Вашингтон в 2020 г.)
98. Сериал «Эхо» (2024) — начало 4 эпизода (ужин Уилсона Фиска и Майи Лопес в 2021 г.)
99. Сериал «Лунный рыцарь» (2022) — 5 эпизод (воспоминания Марка Спектора о получении сил Лунного рыцаря в 2022 г.)
100. «Мстители: Финал» (2019) — основные события фильма в 2023 г.; параллельно:
  - «Человек-паук: Вдали от дома» (2019) — видеозапись возвращения людей в спортивном зале
  - Сериал «Ванда/Вижн» (2021) — начало 4 эпизода (сцена возвращения Моники Рамбо и других людей в больнице)
  - Сериал «Соколиный глаз» (2021) — начало 5 эпизода (сцена возвращения Елены Беловой)
  - «Человек-паук: Нет пути домой» (расширенная версия, 2022) — сцена возвращения Бетти Брант и Джейсона Ионелло
101. Сериал «Лунный рыцарь» (2022) — 5 эпизод (воспоминания Марка Спектора об отказе от визита поминок по своей матери и взятии личностью Стивена Гранта контроля над его телом между 2022 и 2024 гг.)
102. Сериал «Ванда/Вижн» (2021) — 8 эпизод (сцены визита Ванды в штаб-квартиру «М.Е.Ч.а» и установления ею контроля над Уэствью, воспоминания Ванды)
103. Сериал «Ванда/Вижн» (2021) — конец 7 эпизода (флешбэк с прибытием Агаты Харкнесс в Уэствью)
104. Сериал «Ванда/Вижн» (2021) — основные события сериала осенью 2023 г.[N 8]; параллельно 9 эпизоду:
  - Сериал «Это всё Агата» (2024) — начало 6 эпизода (вселение души Билли Максимоффа в тело погибшего Уильяма Каплана)
105. Сериал «Железное сердце» (2025) — начальные сцены 4 и 6 эпизодов (попытка Паркера Роббинса и Джона совершить кражу в доме Артура Роббинса и последующая сделка Паркера Роббинса с Мефисто, перед 2025 г.)
106. «Шан-Чи и легенда десяти колец» (2021) — основная часть фильма и сцены после титров весной 2024 г.
107. Сериал «Сокол и Зимний солдат» (2021) — 1—5 эпизоды весной 2024 г.
108. «Чёрная пантера: Ваканда навеки» (2022) — начало фильма (смерть и похороны Т’Чаллы весной 2024 г.)
109. «Человек-паук: Вдали от дома» (2019) — основные события фильма летом 2024 г.; параллельно:
  - Короткометражный фильм «Список дел Питера» (2019)
  - Веб-сериал «The Daily Bugle» (2019—2022) — 1 сезон[79]
110. «Человек-паук: Нет пути домой» (2021) — начало фильма (события, вызванные раскрытием личности Питера Паркера, летом 2024 г.); параллельно:
  - Веб-сериал «The Daily Bugle» (2019—2022) — 2 сезон[80]
111. Сериал «Сокол и Зимний солдат» (2021) — 6 эпизод летом 2024 г.
112. Сериал «Женщина-Халк: Адвокат» (2022) — основная часть 1 эпизода (автомобильная авария с участием Дженнифер Уолтерс и Брюса Бэннера; последующие исследования и тренировки в Мексике осенью 2024 г.)
113. «Вечные» (2021) — эпизоды с Икарисом и Аяк в Южной Дакоте и на Аляске
114. «Вечные» (2021) — основная часть фильма и сцены после титров осенью 2024 г.[42][43]
115. «Человек-паук: Нет пути домой» (2021) — основная часть фильма (события, вызванные нарушением заклинания забвения, в ноябре 2024 г.); параллельно:
  - «Веном 2» (2021) — сцена после титров
  - «Человек-паук: Нет пути домой» (2021) — сцена после титров
116. «Доктор Стрэндж: В мультивселенной безумия» (2022) — события поздней осенью 2024 г.
117. «Человек-паук: Нет пути домой» (2021) — финальные сцены фильма в декабре 2024 г.
118. Сериал «Соколиный глаз» (2021) — основные события сериала в Рождество 2024 г.[81]; параллельно 4 эпизоду:
  - «Чёрная вдова» (2021) — сцена после титров
119. Сериал «Женщина-Халк: Адвокат» (2022) — начало и конец 1 эпизода, 2—3 эпизоды весной 2025 г.
120. Сериал «Лунный рыцарь» (2022) — основные события сериала весной 2025 г.
121. «Чёрная пантера: Ваканда навеки» (2022) — основные события фильма и сцена после титров весной 2025 г.
122. Сериал «Эхо» (2024) — основные события сериала в мае 2025 г.
123. Сериал «Женщина-Халк: Адвокат» (2022) — 4—9 эпизоды летом 2025 г.
124. Сериал «Мисс Марвел» (2022) — основные события сериала осенью 2025 г.
125. «Тор: Любовь и гром» (2022) — основные события фильма и сцены после титров осенью 2025 г.
126. Сериал «Железное сердце» (2025) — основные события осенью 2025 г.
127. Спецвыпуск «Ночной оборотень» (2022) — события осенью 2025 г.
128. Сериал «Сорвиголова: Рождённый заново» (2025 — настоящее время) — 1 сезон, начало 9 эпизода (встреча Ванессы Фиск и Бенджамина Пойндекстера в конце 2025 г.)
129. Сериал «Сорвиголова: Рождённый заново» (2025 — настоящее время) — 1 сезон, начало 1 эпизода (убийство Фогги Нельсона в конце 2025 г.)
130. «Стражи Галактики: Праздничный спецвыпуск» (2022) — основные события в Рождество 2025 г.
131. «Человек-муравей и Оса: Квантомания» (2023) — основные события фильма и первая сцена после титров в 2026 г.
132. «Стражи Галактики. Часть 3» (2023) — основные события фильма и сцены после титров в 2026 г.
133. «Громовержцы*» — сцена воспоминаний Джона Уокера с женой и дочерью
134. Сериал «Секретное вторжение» (2023) — основные события сериала в ноябре 2026 г.
135. «Капитан Америка: Новый мир» (2025) — начало фильма в ноябре 2026 г.
136. «Капитан Марвел 2» (2023) — основные события фильма в конце 2026 г.
137. Сериал «Это всё Агата» (2024) — основные события сериала в конце 2026 г.[N 9]
138. Сериал «Сорвиголова: Рождённый заново» (2025 — настоящее время) — 1 сезон, основная часть 1 эпизода в декабре 2026 г.
139. Сериал «Сорвиголова: Рождённый заново» (2025 — настоящее время) — 1 сезон, 2—9 эпизоды в январе—марте 2027 г.
140. «Капитан Америка: Новый мир» (2025) — основные события в апреле 2027 г.
141. «Громовержцы*» (2025) — основные события в 2027 г.

### Линии вне времени

#### Временная линия УВИ
1. Сериал «Локи» (2021—2023) — 2 сезон, 4 эпизод (запись с Равонной Ренслейер и «Тем, кто остаётся»)
2. Сериал «Локи» (2021—2023) — 1 сезон, начало 4 эпизода (арест Сильвии охотниками УВИ)
3. Сериал «Локи» (2021—2023) — основная часть 1 сезона[N 10]
4. Сериал «Локи» (2021—2023) — основная часть 2 сезона[N 11]
5. «Дэдпул и Росомаха» (2024) — основная часть фильма и сцена после титров[N 12]

#### Временная линия Наблюдателей
1. Мультсериал «Что, если…?» (2021—2024) — 3 сезон, начало 8 эпизода (становление Уату Наблюдателем)
2. Мультсериал «Что, если…?» (2021—2024) — 1 сезон, конец 8 и основная часть 9 эпизода
3. Мультсериал «Что, если…?» (2021—2024) — 2 сезон, основная часть 9 эпизода
4. Мультсериал «Что, если…?» (2021—2024) — 3 сезон, финалы 5 и 6 эпизодов, основные части 7 и 8 эпизодов

### Альтернативные временные линии
Альтернативная временная линия Земли-828
1. «Фантастическая четвёрка: Первые шаги» (2025) — сделка Шаллы-Бал с Галактусом
2. «Фантастическая четвёрка: Первые шаги» (2025) — история происхождения Фантастической четвёрки в альтернативном 1960 г. и хроника первых четырёх лет их супергеройской деятельности
3. «Фантастическая четвёрка: Первые шаги» (2025) — основные события в альтернативном 1964 г.

Альтернативная временная линия Земли-838
1. «Доктор Стрэндж: В мультивселенной безумия» (2022) — сцена казни Стивена Стрэнджа на Титане
2. «Доктор Стрэндж: В мультивселенной безумия» (2022) — события, вызванные перемещением Доктора Стрэнджа с Земли-616 и Америки Чавес

Альтернативная временная линия Земли-10005
1. «Дэдпул и Росомаха» (2024) — сцены из жизни Уэйда Уилсона до ареста охотниками УВИ и финальный акт фильма в 2024 году
2. «Дэдпул и Росомаха» (2024) — начальная сцена с эксгумацией тела Логана после 2029 года

Альтернативная временная линия c событий, произошедших до 965 г.
1. Мультсериал «Что, если…?» (2021—2024) — 2 сезон, 6 эпизод (основные события в альтернативном XV веке)

Альтернативная временная линия с 965 г.
1. Мультсериал «Что, если…?» (2021—2024) — 1 сезон, 7 эпизод (основные события в альтернативном 2010 году)
2. Мультсериал «Что, если…?» (2021—2024) — 1 сезон, 9 эпизод (сражение Тора против ботов Альтрона в Лас-Вегасе)
3. Мультсериал «Что, если…?» (2021—2024) — 3 сезон, 4 эпизод (основные события в альтернативном 2013 году)
4. Мультсериал «Что, если…?» (2021—2024) — 3 сезон, 7 эпизод (изображение Дарси Льюис и Говарда Дака, разговаривающих с Бёрди)

Альтернативная временная линия ~1000 г.
1. Мультсериал «Что, если…?» (2021—2024) — 2 сезон, 7 эпизод

Альтернативная временная линия, изменившаяся к XIX веку
1. Мультсериал «Что, если…?» (2021—2024) — 3 сезон, 6 эпизод (основные события в альтернативном 1872 году)

Альтернативная временная линия с 1896 г.
1. Мультсериал «Очи Ваканды» — 4 эпизод (борьба Ваканды с Ордой в альтернативном XXIV веке)

Альтернативная временная линия с 1943 г.
1. Мультсериал «Что, если…?» (2021—2024) — 1 сезон, 1 эпизод
2. Мультсериал «Что, если…?» (2021—2024) — 2 сезон, начало 5 эпизода в альтернативном 2012 году
3. Мультсериал «Что, если…?» (2021—2024) — 2 сезон, 5 эпизод (встреча Капитана Картер и Наташи Романофф в альтернативном 2014 году)
4. Мультсериал «Что, если…?» (2021—2024) — 1 сезон, 9 эпизод (миссия Капитана Картер на «Лемурианской звезде» в альтернативном 2014 году)
5. Мультсериал «Что, если…?» (2021—2024) — 2 сезон, основная часть 5 эпизода в альтернативном 2014 году

Альтернативная временная линия с середины XX века.
1. Мультсериал «Что, если…?» (2021—2024) — 3 сезон, 2 эпизод

Альтернативная временная линия с 1988 г. (№ 1)
1. Мультсериал «Что, если…?» (2021—2024) — 1 сезон, 2 эпизод (основные события в альтернативном 2014 году)
2. Мультсериал «Что, если…?» (2021—2024) — 1 сезон, 9 эпизод (спасение Т’Чаллой Питера Квилла от Эго)

Альтернативная временная линия с 1988 г. (№ 2)
1. Мультсериал «Что, если…?» (2021—2024) — 2 сезон, 2 эпизод

Альтернативная временная линия с 1991 г.
1. Мультсериал «Что, если…?» (2021—2024) — 3 сезон, 3 эпизод

Альтернативная временная линия с 2008 г.
1. Мультсериал «Что, если…?» (2021—2024) — 1 сезон, 6 эпизод
2. Мультсериал «Что, если…?» (2021—2024) — 1 сезон, 9 эпизод (атака отряда Шури и Пеппер Поттс на резиденцию Киллмонгера в Ваканде)

Альтернативная временная линия с 2009 г.
1. Мультсериал «Что, если…?» (2021—2024) — 1 сезон, 3 эпизод
2. Мультсериал «Что, если…?» (2021—2024) — 1 сезон, 9 эпизод (сражение Новых Мстителей и «Щ.И.Т.а» против армии Локи на Геликарриере)

Альтернативная временная линия с 2010 г.
1. Мультсериал «Что, если…?» (2021—2024) — 2 сезон, 3 эпизод

Альтернативная временная линия с 2012 г. (№ 1)
1. «Мстители: Финал» (2019) — альтернативное окончание битвы за Нью-Йорк 2012 года и кража Тессеракта альтернативной версией Локи
2. Сериал «Локи» (2021—2023) — 1 сезон, начало 1 эпизода (перемещение альтернативной версии Локи в Монголию и его арест охотниками УВИ)

Альтернативная временная линия с 2012 г. (№ 2)
1. Мультсериал «Что, если…?» (2021—2024) — 2 сезон, 4 эпизод
2. Мультсериал «Что, если…?» (2021—2024) — 1 сезон, 9 эпизод (сцена с Гаморой, Тони Старком и Эйтри на Нидавелире)

Альтернативная временная линия с 2014 г. (№ 1)
1. Мультсериал «Что, если…?» (2021—2024) — 2 сезон, 1 эпизод
2. Мультсериал «Что, если…?» (2021—2024) — 3 сезон, начало 7 эпизод (сражение с пожирателем вселенной на Ксандаре)

Альтернативная временная линия с 2014 г. (№ 2)
1. Мультсериал «Что, если…?» (2021—2024) — 3 сезон, 1 эпизод (основные события в альтернативном 2024 году)

Альтернативная временная линия с 2015 г.
1. Мультсериал «Что, если…?» (2021—2024) — 1 сезон, основная часть 8 эпизода
2. Мультсериал «Что, если…?» (2021—2024) — 3 сезон, 7 эпизод (встреча Капитана Картер и Альтрона Бесконечности)

Альтернативная временная линия, изменившаяся к 2016 г.
1. Мультсериал «Ваш дружелюбный сосед Человек-паук» (2025 — настоящее время) — 1 сезон

Альтернативная временная линия с 2016 г. 
1. Мультсериал «Что, если…?» (2021—2024) — 1 сезон, 4 эпизод
2. Мультсериал «Что, если…?» (2021—2024) — 2 сезон, конец 9 эпизода (воссоздание уничтоженной реальности с воскрешением Кристины Палмер и стиранием из неё Стивена Стрэнджа)
3. Мультсериал «Что, если…?» (2021—2024) — 3 сезон, конец 8 эпизода

Альтернативная временная линия с 2018 г. (№ 1)
1. Мультсериал «Что, если…?» (2021—2024) — 1 сезон, 5 эпизод
2. Мультсериал «Зомби Marvel» (2025)

Альтернативная временная линия с 2018 г. (№ 2)
1. Мультсериал «Что, если…?» (2021—2024) — 2 сезон, 8 эпизод (битва Стива Роджерса и Таноса в Ваканде в альтернативном 2018 году, породившая временную аномалию 1602 года)

- Временная аномалия 1602 года

1. Мультсериал «Что, если…?» (2021—2024) — 2 сезон, 8 эпизод (призыв Вандой Мерлин Капитана Картер)
2. Мультсериал «Что, если…?» (2021—2024) — 2 сезон, концовка 5 эпизода (перемещение Капитана Картер в эту вселенную при помощи Ванды Мерлин)
3. Мультсериал «Что, если…?» (2021—2024) — 2 сезон, основная часть 8 эпизода

- Восстановленный 1602 год

1. Мультсериал «Что, если…?» (2021—2024) — 2 сезон, конец 8 эпизода, начало 9 эпизода

Альтернативная временная линия с 2024 г.
1. Мультсериал «Что, если…?» (2021—2024) — 3 сезон, 5 эпизод

Альтернативная временная линия неизвестного номера и года
1. «Капитан Марвел 2» (2022) — сцена после титров (пробуждение Моники Рамбо с Земли-616 в лаборатории команды «Люди Икс» и её встреча с альтернативной версией Марии Рамбо / Бинари и Хэнком Маккоем / Зверем)

## Хронология сериалов Marvel Television
Хронология проектов Marvel Television, не имеющих официально подтверждённых связей с проектами Marvel Studios:
1. Телесериал «Агент Картер» (2015—2016) — 1—2 сезоны[N 40]
2. Телесериал «Агенты „Щ.И.Т.“» (2013—2020) — 1 сезон, 1—15 эпизоды, 16—17 эпизоды[N 41], 18—22 эпизоды
3. Телесериал «Агенты „Щ.И.Т.“» (2013—2020) — 2 сезон, 1—22 эпизоды
4. Телесериал «Агенты „Щ.И.Т.“» (2013—2020) — 3 сезон, основная часть 5 эпизода
5. Телесериал «Агенты „Щ.И.Т.“» (2013—2020) — 3 сезон, 1—18 эпизоды
6. Телесериал «Агенты „Щ.И.Т.“» (2013—2020) — 3 сезон, 19 эпизод[N 42], 20—22 эпизоды
7. Телесериал «Сверхлюди» (2017)
8. Веб-сериал «Агенты „Щ.И.Т.“: Йо-йо» (2016) — основная часть сериала
9. Телесериал «Плащ и Кинжал» (2018—2019) — 1 сезон
10. Телесериал «Агенты „Щ.И.Т.“» (2013—2020) — 4 сезон, 1—8 эпизоды
11. Веб-сериал «Агенты „Щ.И.Т.“: Йо-йо» (2016) — начало и конец
12. Телесериал «Агенты „Щ.И.Т.“» (2013—2020) — 4 сезон, 9—22 эпизоды
13. Телесериал «Агенты „Щ.И.Т.“» (2013—2020) — 5 сезон, начало 1 эпизода и основная часть 5 эпизода
14. Телесериал «Плащ и Кинжал» (2018—2019) — 2 сезон
15. Телесериал «Беглецы» (2017—2019) — 1—2 сезоны
16. Телесериал «Беглецы» (2017—2019) — 3 сезон, 1—4 эпизоды
17. Телесериал «Агенты „Щ.И.Т.“» (2013—2020) — 5 сезон, 11—22 эпизоды
18. Телесериал «Агенты „Щ.И.Т.“» (2013—2020) — 6 сезон
19. Телесериал «Агенты „Щ.И.Т.“» (2013—2020) — 7 сезон, 13 эпизод (возвращение в 2019 г.)
20. Телесериал «Беглецы» (2017—2019) — 3 сезон, 5—10 эпизоды
21. Телесериал «Агенты „Щ.И.Т.“» (2013—2020) — 7 сезон, конец 13 эпизода (2020 г.)
22. Телесериал «Хелстром» (2020)

Альтернативная временная линия 1931—1983 гг.
1. Телесериал «Агенты „Щ.И.Т.“» (2013—2020) — 6 сезон, конец 13 эпизода; 7 сезон, 1—2 эпизоды (путешествие в 1931 г.)
2. Телесериал «Агенты „Щ.И.Т.“» (2013—2020) — 7 сезон, 3—4 эпизоды (путешествие в 22 июля 1955 г.)
3. Телесериал «Агенты „Щ.И.Т.“» (2013—2020) — 7 сезон, первая половина 5 эпизода (путешествие в 1973 г.)
4. Телесериал «Агенты „Щ.И.Т.“» (2013—2020) — 7 сезон, вторая половина 5 эпизода, основная часть 6 эпизода (путешествие в 4 июля 1976 г.)
5. Телесериал «Агенты „Щ.И.Т.“» (2013—2020) — 7 сезон, конец 6 эпизода, 7—12 эпизоды, начало 13 эпизода (путешествия в 1982—1983 гг.)

Альтернативная временная линия 2017—2091 гг.
1. Телесериал «Агенты „Щ.И.Т.“» (2013—2020) — 5 сезон, 1—10 эпизоды

Альтернативная временная линия с 2019 г.
1. Телесериал «Агенты „Щ.И.Т.“» (2013—2020) — 7 сезон, 11 эпизод (воспоминания Джеммы Симмонс)
2. Телесериал «Агенты „Щ.И.Т.“» (2013—2020) — 7 сезон, 13 эпизод (воспоминания Леопольда Фитца)

Альтернативная временная линия 2019—2028 гг.
1. Телесериал «Беглецы» (2017—2019) — 3 сезон, начало 10 эпизода

## Попытки кодификации
Официальный тай-ин комикс-приквел «Большая неделя Фьюри» подтвердил, что события «Невероятного Халка», «Железного человека 2» и «Тора» разворачиваются в течение недели, за год до кроссовера «Мстители». Сценаристы Кристофер Йост и Эрик Пирсон пытались следовать логике хронологии фильмов при создании комикса и получили «печать одобрения» от Файги и Marvel Studios. Во время промо-кампании «Мстителей» в мае 2012 года Marvel выпустила официальную инфографику с подробным описанием хронологии.
Во время разработки фильма «Человек-паук: Возвращение домой», режиссёру и соавтору сценария Джону Уоттсу показали список с подробным описанием хронологии КВМ, который был создан сопродюсером Эриком Кэрроллом. Уоттс рассказал, что список включал в себя как проработанные, так и непроработанные хронологические связки между фильмами, а длина этого списка выходила за пределы стола для совещаний. Этот список был использован в качестве основы для связи «Возвращения домой» с предыдущими фильмами, например, со «Мстителями». В связи с этим в начале «Возвращения домой» появилась заставка, уточнившая, что между концовкой «Мстителей» и началом «Противостояния» прошло восемь лет. В дальнейшем эта заставка была широко раскритикована за нарушение установленной хронологии: в реальности между этими фильмами КВМ прошло только четыре года. Кроме того, один из диалогов в «Противостоянии» содержал фразу, которая указывала на то, что между финалом «Железного человека» и событиями «Противостояния» прошло восемь лет, несмотря на установившиеся в хронологии КВМ пять или шесть лет. Один из режиссёров «Войны бесконечности» Джо Руссо назвал «крайне неправильной» заставку из «Возвращения домой»; а в самой «Войне бесконечности» данная ошибка была проигнорирована. Реакция зрителей и критиков на это недоразумение побудило Marvel Studios в ноябре 2018 года выпустить обновлённую официальную хронологию всех трёх фаз киновселенной, которая была включена в справочник «Marvel Studios: Первые 10 лет», вышедший к 10-летнему юбилею КВМ.
| Год(-ы)   | Фильм(-ы)                                                                        |
| --------- | -------------------------------------------------------------------------------- |
| 1943—1945 | «Первый мститель»                                                                |
| 2010      | «Железный человек»                                                               |
| 2011      | «Железный человек 2», «Тор»                                                      |
| 2012      | «Мстители», «Железный человек 3»                                                 |
| 2013      | «Тор 2: Царство тьмы»                                                            |
| 2014      | «Первый мститель: Другая война», «Стражи Галактики», «Стражи Галактики. Часть 2» |
| 2015      | «Мстители: Эра Альтрона», «Человек-муравей»                                      |
| 2016      | «Первый мститель: Противостояние»                                                |
| 2016—2017 | «Доктор Стрэндж»                                                                 |
| 2017      | «Чёрная пантера», «Тор: Рагнарёк», «Мстители: Война бесконечности»               |

Эта хронология проигнорировала две «восьмилетние» ошибки, но одновременно создала противоречия с событиями «Чёрной пантеры» и «Войны бесконечности», поместив их в 2017 год. Несмотря на очевидные ошибки, Томас Бэкон из «Screen Rant» описал новую хронологию как «наиболее похожую на некое официальное заявление Marvel о различных событиях КВМ», которое привнесло «некоторое чувство баланса в киновселенную».

### Хронология на Disney+
В октябре 2020 года в секцию Marvel на стриминг-сервисе Disney+ была включена группировка фильмов по фазам и по последовательности событий. Бэкон посчитал, что помещение фильма «Тор 2: Царство тьмы» между «Мстителями» и «Железным человеком 3», а «Чёрной пантеры» после «Противостояния» исправило «предыдущие проблемы» с хронологией этих проектов. Бэкон обрадовался тому, что Disney и Marvel «признали равноправными возможности смотреть эти фильмы в порядке выхода или в хронологическом порядке». Ленты «Невероятный Халк», «Человек-паук: Возвращение домой» и «Человек-паук: Вдали от дома» не были включены в данные списки, поскольку права на распространие проектов не принадлежали Disney. Однако Бэкон предположил, что события «Невероятного Халка» могут происходить одновременно или после «Железного человека 2», события «Возвращения домой» — после «Чёрной пантеры», а «Вдали от дома» — после «Мстителей: Финал». Джулия Александер из «The Verge» согласилась с Бэконом в том, что «похоже, Disney наконец-то понимает, как [некоторые зрители] желают смотреть фильмы Marvel».
В июне 2022 года «Возвращение домой» стало доступно на Disney+ в Великобритании и Австралии, а позже было добавлено в хронологию киновселенной. Фильм «Человек-паук: Вдали от дома» стал доступен на Disney+ в Японии в июле 2022 года, в связи с чем был добавлен в хронологию.
В августе 2022 года «Невероятный Халк» был добавлен в хронологию киновселенной на Disney+ в тех странах, где он был доступен, например, в Испании и Японии, а 16 июня 2023 года он стал доступен и в США.
Мультсериал «Я есть Грут», вышедший в августе 2022 года, был добавлен в хронологию в виде отдельных пяти эпизодов: первый эпизод был помещён между первой и второй частями «Стражей Галактики», остальные четыре непосредственно после второй части; но через год в преддверии выхода второго сезона мультсериал стал присутствовать в хронологии в виде единого проекта, идущего по хронологии после фильма «Стражи Галактики. Часть 2».
В октябре 2023 года фильм «Шан-Чи и легенда десяти колец», ранее находившийся между фильмами «Человек-паук: Вдали от дома» и «Вечные», был помещён между сериалами «Ванда/Вижн» и «Сокол и Зимний солдат».
В январе 2024 года в преддверии выхода сериала «Эхо» в официальную хронологию были добавлены сериалы от Marvel Television, ранее транслировавшиеся на интернет-хостинге Netflix: «Сорвиголова», «Джессика Джонс», «Люк Кейдж», «Железный кулак», «Защитники» и «Каратель». В феврале этого же года хронология претерпела изменения: отдельные сезоны сериалов были расставлены по времени действия, а также появилась отдельная хронология, включающая только фильмы.
По состоянию на август 2025 года хронология на Disney+ выглядит так: «Очи Ваканды», «Первый мститель», «Агент Картер», «Капитан Марвел», «Железный человек», «Железный человек 2», «Невероятный Халк», «Забавный случай по дороге к молоту Тора», «Тор», «Консультант», «Мстители», «Образец 47», «Тор 2: Царство тьмы», «Железный человек 3», «Да здравствует король», «Первый мститель: Другая война», «Стражи Галактики», «Стражи Галактики. Часть 2», «Я есть Грут» (1—2 сезоны), «Сорвиголова» (1 сезон), «Джессика Джонс» (1 сезон), «Мстители: Эра Альтрона», «Человек-муравей», «Сорвиголова» (2 сезон), «Люк Кейдж» (1 сезон), «Железный кулак» (1 сезон), «Защитники», «Первый мститель: Противостояние», «Чёрная вдова», «Чёрная пантера», «Человек-паук: Возвращение домой», «Каратель» (1 сезон), «Доктор Стрэндж», «Джессика Джонс» (2 сезон), «Люк Кейдж» (2 сезон), «Железный кулак» (2 сезон), «Сорвиголова» (3 сезон), «Тор: Рагнарёк», «Каратель» (2 сезон), «Джессика Джонс» (3 сезон), «Человек-муравей и Оса», «Мстители: Война бесконечности», «Мстители: Финал», «Локи» (1 сезон), «Что, если…?» (1 сезон), «Ванда/Вижн», «Шан-Чи и легенда десяти колец», «Сокол и Зимний солдат», «Человек-паук: Вдали от дома», «Вечные», «Доктор Стрэндж: В мультивселенной безумия», «Соколиный глаз», «Лунный рыцарь», «Чёрная пантера: Ваканда навеки», «Эхо», «Женщина-Халк: Адвокат», «Мисс Марвел», «Тор: Любовь и гром», «Железное сердце», «Ночной оборотень», «Стражи Галактики: Праздничный спецвыпуск», «Человек-муравей и Оса: Квантомания», «Стражи Галактики. Часть 3», «Секретное вторжение», «Капитан Марвел 2», «Локи» (2 сезон), «Что, если…?» (2 сезон), «Дэдпул и Росомаха»,«Это всё Агата», «Что, если…?» (3 сезон), «Сорвиголова: Рождённый заново» (1 сезон) и «Капитан Америка: Новый мир».

### Официальное издание
24 октября 2023 г. издательство DK выпустило книгу под названием «The Marvel Cinematic Universe: An Official Timeline», написанную журналистами Энтони Брезниканом, Эми Рэтклифф и Ребеккой Теодор-Вачон в сотрудничестве с Marvel Studios. Она представляет собой обновленную хронологию событий киновселенной, в ней рассматриваются первые четыре фазы. Брэд Уиндербаум сказал, что книга стала первым разом, когда студия «официально изложила хронологию». Книга внесла ряд изменений в объявленную ранее хронологию, в частности события фильма «Железный человек» были поставлены на 2008 год, а события фильмов «Невероятный Халк», «Железный человек 2» и «Тор» — на 2010. События фильма «Железный человек 3» официально были поставлены на декабрь 2013 года, что объяснило его положение относительно фильма «Тор 2: Царство тьмы» в хронологии на Disney+. Также были расставлены в хронологическом порядке относительно друг друга события проектов «Человек-паук: Вдали от дома», «Сокол и Зимний солдат», «Шан-Чи и легенда десяти колец», «Вечные», «Человек-паук: Нет пути домой», «Лунный рыцарь», «Женщина-Халк: Адвокат» и «Чёрная пантера: Ваканда навеки».

## Комментарии
1. ↑  За исключением фильмов «Первый мститель» и «Капитан Марвел», чьи действия происходят за несколько лет до основных событий КВМ.
2. ↑  Фильм «Дэдпул и Росомаха» и «Фантастическая четвёрка: Первые шаги», сериал «Локи», мультсериалы «Что, если…?» и «Ваш дружелюбный сосед Человек-паук» не включены в таблицу, так как их основные события происходят за пределами основной временной линии.
3. ↑  Заставка в начале фильма о том, что его основные действия происходят через 8 лет после событий фильма «Мстители», — официально признанная ошибка.
4. ↑  В фильме показана реальность, вызванная перемещением в прошлое Тони Старка и Стива Роджерса из 2023 года
5. ↑  За тридцать лет до основных событий фильма.
6. ↑  За пять лет до основных событий фильма.
7. ↑  В течение полугода перед основными событиями фильма.
8. ↑  События первых трёх эпизодов происходят параллельно основным событиям четвёртого.
9. ↑  События, показанные в середине шестого эпизода, происходят параллельно событиям первого.
10. ↑  Основные действия происходят вне времени с путешествиями в 79 год до н. э., в 1549, 1858, 1985, 2018, 2050 и 2077 годы, а также в Пустоту.
11. ↑  Продолжение сюжета первого сезона в его основной временной линии с перемещениями в прошлое и будущее УВИ, в 1868 и 1977 годы основной временной линии, альтернативные 1893, 1962, 1982, 1994, 2012 и 2022 годы, а также в Пустоту.
12. ↑  Продолжение временной линии сериала «Локи» в УВИ и Пустоте с перемещениями в различные альтернативные реальности.
13. ↑  Реальность фильма «Фантастическая четвёрка: Первые шаги».
14. ↑  Реальность, в которой Пегги Картер получила сыворотку суперсолдата вместо Стива Роджерса; Мария Рамбо стала Капитаном Марвел вместо Кэрол Денверс; Альтрон не взбунтовался против человечества; Стивен Стрэндж основал группу «Иллюминаты» и пытался в одиночку бороться с Таносом с помощью книги «Даркхолд», но случайно допустил уничтожение одной из Вселенных, в результате чего был казнён Иллюминатами после победы над Таносом с помощью Книги Вишанти, а Карл Мордо становится новым Верховным чародеем вместо него; Томми и Билли являются настоящими детьми Ванды Максимофф. Также в этой реальности существует Фантастическая четвёрка, Нелюди и мутанты.
15. ↑  Реальность кинофраншизы «Люди Икс» с учётом событий фильмов «Логан» и «Дэдпул 2».
16. ↑  Реальность, в которой Асгард был уничтожен раньше 965 года в результате Рагнарёка, а Тессеракт попал на Землю в доколониальную Америку.
17. ↑  Реальность, где Один не усыновил Локи, а вернул его Лафею.
18. ↑  Реальность, где Один изгоняет Хелу на Землю вместо Хельхейма.
19. ↑  Реальность, где Сюй Шан-Чи, Сюй Сялинь, Кейт Бишоп, Джон Уокер и Сонни Бёрч родились и жили в XIX веке.
20. ↑  Реальность, где Боевые псы вернули в Ваканду топор из вибраниума, в связи с чем Киллмонгер не захватвал власть в Ваканде, а король Т’Чалла не решил открыть Ваканду миру, в результате чего Ваканда не стала помогать остальному миру во время нашествия инопланетной Орды.
21. ↑  Реальность, где вместо Стива Роджерса сыворотку суперсолдата получила Пегги Картер.
22. ↑  Реальность, где Агата Харкнесс узнала о существовании Целестиалов и Вечных.
23. ↑  Реальность, где Опустошители вместо Питера Квилла похитили Т’Чаллу.
24. ↑  Реальность, где Йонду после похищение Питера Квилла не оставил его себе, а отвёз Эго.
25. ↑  Реальность, где Красный страж помешал Зимнему солдату убить Говарда и Марию Старк.
26. ↑  Реальность, где Киллмонгер предотвратил похищение Тони Старка в Афганистане.
27. ↑  Реальность, где Хоуп ван Дайн стала агентом организации «Щ.И.Т.» и погибла на задании, Хэнк Пим решил отомстить за её смерть.
28. ↑  Реальность, где Джастин Хаммер, сидя в тюрьме в одиночной камере, придумал план захвата Башни Мстителей, который реализовал в 2014 году.
29. ↑  Реальность, созданная в результате перемещения в прошлое Тони Старка, Стива Роджерса, Скотта Лэнга и Брюса Бэннера. Была стёрта охотниками УВИ после поимки Локи.
30. ↑  Реальность, где Тони Старк после уничтожения флота Читаури не успел вернуться в портал, открытый при помощи Тессеракта, и попал на Сакаар.
31. ↑  Реальность, где Ронан Обвинитель убил Таноса.
32. ↑  Реальность, где Брюс Бэннер после общения с Сэмом Уилсоном попытался избавиться от Халка, в результате чего создал новое гамма-чудовище.
33. ↑  Реальность, где Мстители не смогли помешать Альтрону загрузить свой разум в синтетическое тело.
34. ↑  Реальность, где наставником Человека-паука становится не Тони Старк, а Норман Озборн.
35. ↑  Реальность, где Кристина Палмер погибла в автокатастрофе с участием Стивена Стрэнджа.
36. ↑  Реальность, где Джанет ван Дайн, находясь в квантовом измерении, заразилась зомби-вирусом.
37. ↑  Реальность, где Стив Роджерс во время битвы с Таносом случайно задел Камень времени и этим вызвал создание временной аномалии 1602 года.
38. ↑  Реальность, где Вечные не остановили Пробуждение целестиала Тиамута, в результате которого Земля была уничтожена, а Квентин Бек установил авторитарную власть на обломках планеты с помощью технологий Stark Industries.
39. ↑  Реальность, где существует команда «Люди Икс».
40. ↑  По словам исполнительных продюсеров сериала Мишель Фазекас и Кристофера Маркуса, действие сериала происходит до короткометражного фильма и постепенно подводит к его событиям.
41. ↑  параллельно с событиями фильма «Первый мститель: Другая война».
42. ↑  параллельно с событиями фильма «Первый мститель: Противостояние».
43. ↑  Реальность, созданная в результате перемещений во времени хроникомов и агентов «Щ.И.Т.».
44. ↑  С 2017 года по 2091 год развивалась альтернативная временная ветвь, в которой катастрофа уничтожила Землю и привела к пост-апокалиптической версии будущего.
45. ↑  Будущее, наступившее после 6 сезона сериала «Агенты „Щ.И.Т.“», в котором Джемма Симмонс, Леопольд Фитц и Инок разрабатывали машину времени для предотвращения взрыва агентов в храме и последующего захвата Земли хроникомами, находясь в отдалённой звёздной системе. После создания машины времени Фитц, Симмонс, их дочь Алия, рождённая в этой временной линии, а также Инок переносятся в 2019 год для спасения агентов и последующего перемещения их с Джеммой и Иноком в прошлое, что в итоге создало альтернативную временную линию с 1931 года.
46. ↑  Будущее, наступившее после смерти Герты Йоркс в 2019 году. После того, как Чейз Стейн из 2028 года перемещался во времени и в итоге спас Герту от смерти, данная реальность исчезла.